# Vuitena temporada de Game of Thrones
La vuitena i última temporada d'aquesta sèrie televisiva de drama i fantasia la va anunciar HBO el juliol de 2016. A diferència de les primeres sis temporades, que tenien deu episodis cadascuna, i de la setena, que en tenia set, la vuitena temporada tindrà només sis episodis. El contingut no es troba actualment als llibres publicats de Cançó de gel i de foc de George R. R. Martin, com ja succeí a la setena temporada, i s'adaptarà a partir de material de les properes novel·les (Els vents de l'hivern i Somni de primavera) que Martin ha donat als show runners.
David Benioff i D. B. Weiss adaptaran aquesta temporada a la pantalla petita. El rodatge va començar el 23 d'octubre de 2017. Està previst que la temporada s'estreni el 2019.

## Episodis
| ´Número d'episodi (sèrie) | Número d'episodi (temporada) | Títol                 | Director                    | Guionista                   | Data d'emissió | Espectadors als EUA |
| ------------------------- | ---------------------------- | --------------------- | --------------------------- | --------------------------- | -------------- | ------------------- |
| 68                        | 1                            | Pendent el seu anunci | David Nutter                | Dave Hill                   | 2019           | Per designar        |
| 69                        | 2                            | Pendent el seu anunci | David Nutter                | Bryan Cogman                | 2019           | Per designar        |
| 70                        | 3                            | Pendent el seu anunci | Miguel Sapochnik            | David Benioff & D. B. Weiss | 2019           | Per designar        |
| 71                        | 4                            | Pendent el seu anunci | David Nutter                | David Benioff & D. B. Weiss | 2019           | Per designar        |
| 72                        | 5                            | Pendent el seu anunci | Miguel Sapochnik            | David Benioff & D. B. Weiss | 2019           | Per designar        |
| 73                        | 6                            | Pendent el seu anunci | David Benioff & D. B. Weiss | David Benioff & D. B. Weiss | 2019           | Per designar        |

## Repartiment

### Actors principals
- Peter Dinklage com Tyrion Lannister[8]
- Nikolaj Coster-Waldau com Jaime Lannister[8]
- Lena Headey com Cersei Lannister[8]
- Emilia Clarke com Daenerys Targaryen[8]
- Kit Harington com Jon Neu[8]
- Liam Cunningham com Davos Seaworth[9]
- Sophie Turner com Sansa Stark[10]
- Maisie Williams com Arya Stark[11]
- Nathalie Emmanuel com Missandei[12]
- Gwendoline Christie com Brienne de Tarth[12]
- John Bradley com Samwell Tarly[13]
- Isaac Hempstead Wright com Bran Stark[14]
- Hannah Murray com Gilly[15]
- Rory McCann com Sandor "El Gos" Clegane[16]
- Iain Glen com Jorah Mormont[17]
- Conleth Hill com Varys[18]
- Carice van Houten com Melisandre[19]
- Jerome Flynn com Bronn[20]
- Joe Dempsie com Gendry[21]

### Actors secundaris
- Ben Crompton com Eddison Tollett[22]
- Hafþór Júlíus Björnsson com Gregor Clegane[23]
- Jacob Anderson com Cuc Gris[12]
- Daniel Portman com Podrick Payne[24]
- Rupert Vansittart com Yohn Royce[12]
- Marc Rissmann com Harry Strickland[25]

## Producció

### Equip
Els creadors i productors executius de la sèrie, David Benioff i D. B. Weiss, seran els show runners de la vuitena temporada. Els directors de la vuitena temporada es van anunciar el setembre de 2017. Miguel Sapochnik, que va dirigir "The Gift" i "Hardhome" de la cinquena temporada així com "Battle of the Bastards" i "The Winds of Winter" de la sisena temporada tornarà com a director. Es repartirà la direcció dels cinc primers episodis amb David Nutter, que ja va dirigir dos episodis de la segona, tercera i cinquena temporada. Benioff i Weiss, que ja van dirigir un episodi cadascun, dirigiran conjuntament l'últim episodi.
A la ponència de la sèrie de South by Southwest el 12 de març, Benioff i Weiss van anunciar que els guionistes de la sèrie serien Dave Hill (primer episodi) i Bryan Cogman (segon episodi). Els show runners es dividiran el guió entre ells mateixos pels quatre episodis restants.

### Guió
El guió de la vuitena temporada va començar amb un esquema de 140 pàgines. Benioff va dir que el repartiment de la feina i decidir qui havia d'escriure cada part es va tornar més difícil, ja que "aquesta seria l'última vegada que ho faríem".

### Gravació
En una entrevista amb Entertainment Weekly, el cap de programació d'HBO va dir que en comptes de fer que el final de la sèrie fos una pel·lícula, l'última temporada consistiria en "sis pel·lícules d'una hora" a la televisió. Prosseguí dient que "La sèrie ha demostrat que la televisió és tant impressionant i en molts casos encara més impressionant que el cinema. El que estan fent és monumental." El rodatge va començar oficialment el 23 d'octubre de 2017.

### Episodis
Els co-creadors de la sèrie, David Benioff i D. B. Weiss han dit que la setena i la vuitena temporades segurament consistirien en menys episodis, afirmant que després de la sisena temporada, els quedaven "13 episodis després d'aquesta temporada. Ens estem apropant al final." Benioff i Weiss van declarar que no eren capaços de produir els 10 episodis habituals en el termini normal de 12 a 14 mesos, ja que, com va dir Weiss, "S'està convertint un horari de televisió en un horari de pel·lícula mitjana." HBO va confirmar el juliol de 2016 que la setena temporada consistiria en set episodis, i que s'estrenaria més tard del que és habitual a mitjan 2017 a causa del rodatge més llarg. Benioff i Weiss van confirmar després que la vuitena temporada consistirà en sis episodis, i l'estrena és preu més tard que l'habitual per la mateixa raó.
Benioff i Weiss van parlar sobre el final de la sèrie, dient, "Des del principi hem volgut fer una pel·lícula de 70 hores. Acabarà sent una pel·lícula de 73 hores però, es manté relativament igual tenint un principi, un desenvolupament i ara estem arribant al final. Seria molt dur si perdéssim algun dels membres clau del repartiment a mig camí, estic molt content que s'hagi quedat tothom i que puguem acabar-la de la manera que vulguem." La temporada s'emetrà el 2019.

### Música
Ramin Djawadi tornarà com a compositor per la vuitena temporada.